# Hopen
Hopen is een eiland dat (bestuurlijk) behoort tot de eilandengroep Spitsbergen. Het is ongeveer 100 km ten zuidoosten van het hoofdeiland Spitsbergen gelegen. Het eiland is zeer langgerekt: gemiddeld zo'n 1-2 km breed en ongeveer 35 km lang. Het hoogste punt is de 370 m hoge Iversenfjellet, in het uiterste zuiden. Het eiland ligt op hetzelfde onderzeese plateau als Bereneiland en een deel van het zuidoosten van Spitsbergen. Met name de westkust heeft steile kliffen. De zee om het eiland heen is echter erg ondiep en er is geen haven, wat het lastig maakt om aan land te komen.
Het eiland is in 1596 ontdekt door Jan Cornelisz Rijp tijdens de derde expeditie van Willem Barentsz die daar op zoek was naar de Noordoostelijke Doorvaart.
Tijdens de Tweede Wereldoorlog plaatste de Luftwaffe er een meteorologisch team ten bate van de Operation Zitronella.
Er is heden ten dage een bemand Noors meteorologisch station gevestigd (Norges Meteorologiske Institutt) met een permanente staf van 4 mensen.

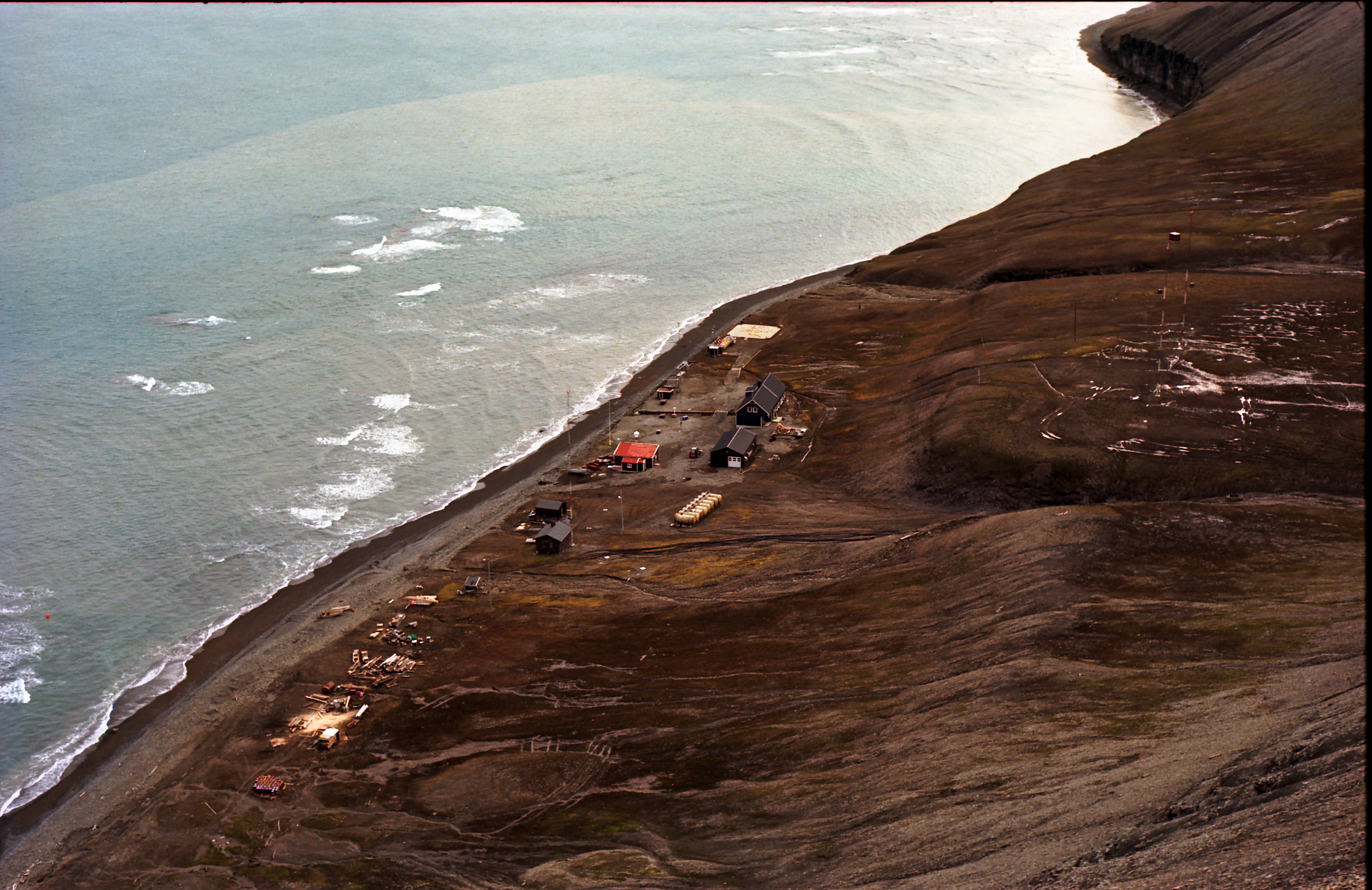
Luchtopname van het meteorologische station op Hopen

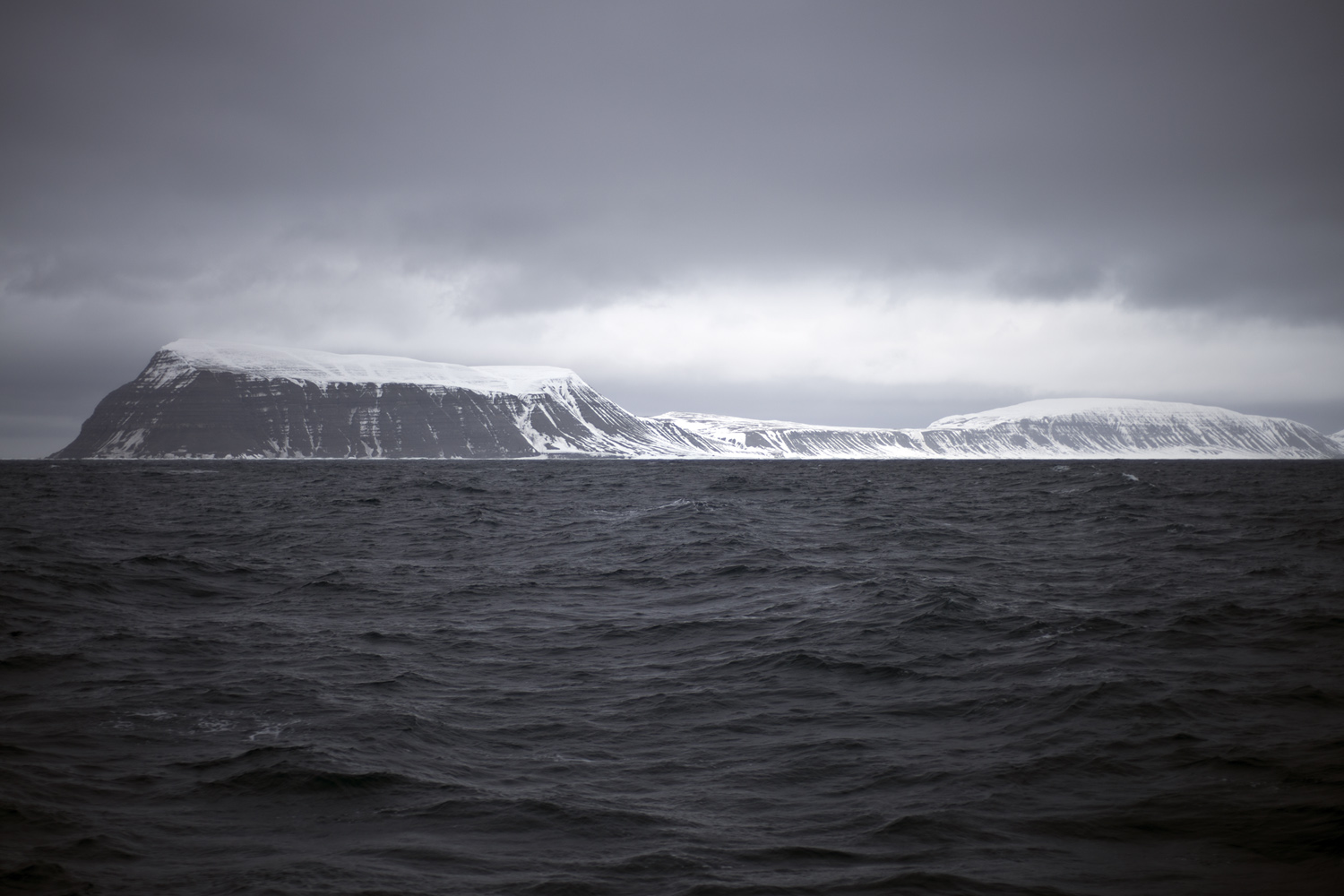
De zuidelijkste punt van het eiland, met de hoogste top: Iversenfjellet